# Gerbod
Gerbod van Sint-Omaars (fl. 1060-1075) was een Vlaams edelman. Hij was voogd van de abdij van Sint-Bertinus en de eerste graaf van Chester in Noordwest-Engeland. In de slag bij Kassel doodde hij graaf Arnulf III de Ongelukkige.
In 1066 nam hij deel aan de Normandische verovering van Engeland. Volgens een bericht van Ordericus Vitalis beloonde Willem de Veroveraar hem in 1070 met het graafschap Chester, klaarblijkelijk als dank voor bewezen diensten in de oorlog. 
In dezelfde tijd zal zijn zuster Gundrada (ca. 1055 - Norfolk, 27 mei 1085) met de Normandische edelman Willem van Warenne zijn getrouwd.
Het verblijf in Chester kan niet lang geduurd hebben, want eind februari 1071 doodde Gerbod in de slag bij Kassel, strijdend aan de kant Robrecht I de Fries de ambterende Vlaamse graaf Arnulf III de Ongelukkige. Robrecht de Fries werd nochtans gedurende korte tijd gevangen genomen door de kastelein Wulfric Rabel die vocht aan de zijde van Arnulf III.
Volgens Middeleeuwse vertellingen zou Gerbod hier spijt over hebben gekregen. Hij zou naar Rome zijn gereisd om aan de paus absolutie te vragen. Paus Alexander II of paus Gregorius VII zouden hem die verleend hebben, mits hij de hand zou afhakken, waarmee hij graaf Arnulf had gedood. Dit zou Gerbod daadwerkelijk hebben gedaan.
Hij komt in 1075 voor het laatst in de schriftelijke bronnen voor als hij als advocatus van de abdij van Sint-Bertinus een oorkonde medeondertekent.